# Apoplotrechus
Apoplotrechus is een geslacht van kevers uit de familie van de loopkevers (Carabidae). De wetenschappelijke naam van het geslacht is voor het eerst geldig gepubliceerd in 1915 door Alluaud.

## Soorten
Het geslacht Apoplotrechus omvat de volgende soorten:
- Apoplotrechus hollandei Mateu, 1983
- Apoplotrechus strigipennis (Fairmaire, 1903)